# Adlerdenkmal (Keetmanshoop)
Der Adlerdenkmal (englisch Eagle Monument) ist ein Kriegerdenkmal in Keetmanshoop in der Region ǁKaras in Namibia. Dieses ist seit dem 1. August 1967 ein Nationales Denkmal Namibias.
Auf der Spitze des Obelisken, der nach 1907 errichtet wurde, ist ein Bronzeadler zu sehen. Das Denkmal gedenkt den Gefallenen der Schutztruppe während der Aufstände 1887, 1903 und 1906 bis 1907.